# 利瀚庭
利瀚庭（英語：Howard Lee Hon-ting，1997年4月30日－），前香港深水埗區議會元州選區議員。
利瀚庭22歲時於2019年香港區議會選舉以3960票擊敗民建聯深水埗支部主席兼深水埗區議會副主席陳偉明當選成為元州區議員，得票率53%，成為當屆深水埗區議會中最年輕的區議員。

## 簡歷
利瀚庭於九龍長沙灣出生成長，小時就讀聖方濟各英文小學，及後升讀九龍華仁書院，在校期間籌組學生會內閣Valions，並當選為第48屆學生會會長。

## 爭取成立獨立調查委員會
2019年7月22日率領民協到警察總部抗議，譴責元朗白衣暴民襲擊群眾，要求警方公開嚴肅交代事件
。8月28日發起九龍華仁書院校友及師生要求校友監警會主席梁定邦資深大律師向政府提出爭取成立獨立調查委員會聯署聲明，要求他以監警會主席身份，向政府爭取就反修訂《逃犯條例》事件成立獨立調查委員會，否則應辭去主席一職。

## 辭去深水埗區議員一職
利瀚庭於2021年7月8日辭去深水埗區議員一職。在Facebook上，他感謝各位街坊及合作單位在過去的支持和體諒。他在2018年8月開始在元州邨服務，與街坊並肩處理各項社區問題，爭取居民權益，亦感謝各位的支持，讓他於2019年以22歲之齡當選區議員一職，但未能履行任期，實在非常抱歉。

## 軼事
2019年10月6日，多區爆發衝突。示威者曾破壞位於元州邨民建聯立法會議員蔣麗芸的辦事處，但同時不小心將利瀚庭的辦事處破壞，有示威者立即在附近外牆上噴上「Sorry」，並噴上傷心及愛心的表情。。